# Malawi na Letnich Igrzyskach Olimpijskich 1988
Malawi na Letnich Igrzyskach Olimpijskich 1988 reprezentowało 16 zawodników. Był to 3. start reprezentacji Malawi na letnich igrzyskach olimpijskich.

## Skład kadry

### Boks
Mężczyźni
- Peter Ayesu – waga musza – 17. miejsce
- Evance Malenga – waga piórkowa – 33. miejsce
- John Elson Mkangala – waga lekka – 17. miejsce
- Lyton Mphande – waga lekkopółśrednia – 9. miejsce
- Boston Simbeye – waga półśrednia – 33. miejsce
- M’tendere Makalamba – waga lekkośrednia – 17. miejsce
- Helman Palije – waga średnia – 17. miejsce

### Kolarstwo
Mężczyźni
- Dyton Chimwaza – wyścig indywidualny ze startu wspólnego – 109. miejsce
- George Nayeja – wyścig indywidualny ze startu wspólnego – nie ukończył
- Amadu Yusufu – wyścig indywidualny ze startu wspólnego – nie ukończył
- Dyton Chimwaza, George Nayeja, Amadu Yusufu, Daniel Kaswanga – drużynowa jazda na czas – 30. miejsce

### Lekkoatletyka
Mężczyźni
- Odiya Silweya

200 metrów – odpadł w eliminacjach
400 metrów – odpadł w eliminacjach
- Kenneth Dzekedzeke

800 metrów – odpadł w eliminacjach
1500 metrów – odpadł w eliminacjach
- George Mambosasa

5000 metrów – odpadł w eliminacjach
maraton – nie ukończył
- Charles Naveko – 10 000 metrów – odpadł w eliminacjach
- John Mwathiwa – maraton – 87. miejsce